# Colli Altotiberini rosato
Le Colli Altotiberini rosato est un vin rosé italien de la région Ombrie doté d'une appellation DOC depuis le 22 janvier 1980. Seuls ont droit à la DOC les vins récoltés à l'intérieur de l'aire de production définie par le décret.

## Aire de l'appellation

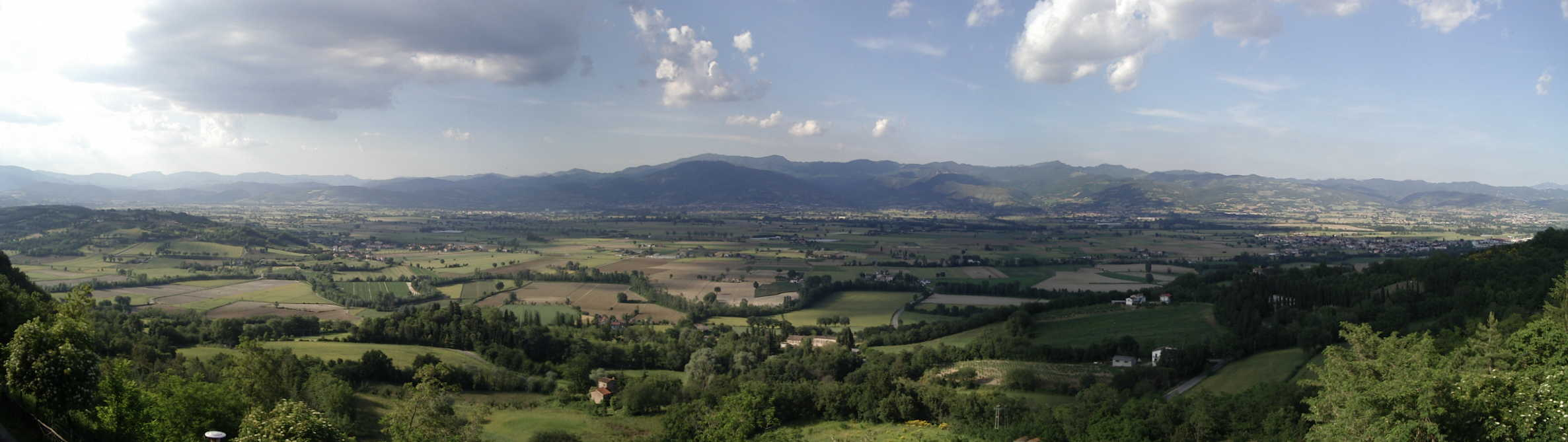
Panorama de la haute vallée du Tibre depuis Citerna

Les  vignobles autorisés se situent en province de Pérouse dans les communes de San Giustino, Citerna, Città di Castello, Monte Santa Maria Tiberina, Montone, Umbertide, Gubbio et Pérouse dans la Haute vallée du Tibre.

## Caractéristiques organoleptiques
- couleur : rosé plus ou moins intense.
- odeur : délicat, fruité
- saveur : sec, frais, vif avec des arômes de violets

Le Colli Altotiberini rosato se déguste à une température comprise entre 8 et 10 °C.  Il se boit dans sa jeunesse.

## Production
Province, saison, volume en hectolitres :
- Perugia  (1994/95)  155,4
- Perugia  (1995/96)  475,17
- Perugia  (1996/97)  347,13